# Mississippi Coast Sharks
I Mississippi Coast Sharks sono stati una franchigia di pallacanestro della GBA, con sede a Biloxi, nel Mississippi, attivi nel 1992.
Disputarono la stagione 1992-93 con un record di 6-9. Scomparvero dopo il fallimento della lega.

## Stagioni
| Stagione | Lega | Denominazione            | V | P | %    | Piazzamento | Play-off |
| -------- | ---- | ------------------------ | - | - | ---- | ----------- | -------- |
| 1992-93  | GBA  | Mississippi Coast Sharks | 6 | 9 | 40,0 | 6º          | -        |